# 苏祠街道
苏祠街道，是中华人民共和国四川省眉山市东坡区下辖的一个乡镇级行政单位。

## 行政区划
苏祠街道下辖以下地区：
芙蓉路社区、环湖中路社区、为民巷社区、小北街社区、大北街社区、下西街社区、桂香街社区、大东街社区、学道街社区、下大南街社区、白虎滩社区、上游社区、东郊社区和金龙社区。